# 今堀恒雄
今堀 恒雄（いまほり つねお、1962年12月5日 - ）は、日本のギタリスト、作曲家。佐藤允彦、加古隆らに音楽理論を師事。

## 経歴
1974年、12歳のときにギターを始め、バート・ヤンシュなどのブリティッシュ・トラッドに傾倒する。1975年、東京音楽アカデミー（クラシックギターの通信教育）の1年コースを受講。1986年、音楽学校メーザー・ハウスで菊地成孔と出会い、「ティポグラフィカ」を結成。1989年、山下洋輔のツアーでアフリカに行き、民族性から生まれるリズムの「訛り」に触れ、自身にも特有の言い回しがあることを確信し「訛り・揺らぎ」を特徴とする独自の作曲法を確立する。1991年から1995年まで清水一登の「おU」に参加。1997年、ティポグラフィカ解散。ソロプロジェクト「ウンベルティポ」を始める。1999年より井上陽水のツアーに参加。2004年、ベースにナスノミツル、ドラムスに佐野康夫を迎え「ウンベルティポ・トリオ」のライブを始める。

## 音楽性
フランク・ザッパやアンディ・パートリッジといった刺々しいフレージングのプレイヤーから、装飾的かつ柔和なメロディを持つバート・ヤンシュなど、様々なギタリストのアプローチに影響を受けている。
菊地成孔、藤本敦夫、水上聡、外山明らを擁したティポグラフィカにおいては、一般的に「ノリ」「こぶし」と呼ばれる、リズムや旋律のアバウトな「訛り・揺らぎ」をも細分化された音符によって極限まで突き詰めた音楽で異彩を放った。

現在、自身のルーツであるアフリカ音楽をベースにしたトリオ編成のインストバンド"unbeltipo trio"でナスノミツル(b)、佐野康夫(ds)らと活躍中。
自身名義以外にもジョン・ゾーン、遊佐未森、高野寛、かの香織等国内外の様々なミュージシャンと共演・共作・プロデュースを行い、現在は井上陽水のツアーにおいてサポートギタリストを務める。
またアニメーション音楽の分野にも活動範囲を広げており、『トライガン』『はじめの一歩』『ガングレイヴ』などマッドハウス作品のいくつかで音楽監督を担当する他、菅野よう子の諸作では実質的なバンドマスターを務める。

## ディスコグラフィー
今堀恒雄(ソロ名義)
- What wasn't done（2020年9月 Sistema Record）
- What wasn't done Remastered（2022年8月 Sistema Record）

Tipographica
- Tipographica（1993年8月 GOD MOUNTAIN）
- The Man Who Does Not Nod（1995年11月 ポニーキャニオン）
- God Says I Can't Dance（1996年4月 ポニーキャニオン）
- Floating Opera（1997年6月 Sistema Record）

unbeltipo
- unbeltipo（1999年7月 Sistema Record）
- Joujoushka#1（2003年10月 Out One Disc）※レコード
- joujoushka（2004年11月 Out One Disc）
- PHEASANTISM（2007年7月 Out One Disc）
- LIVE 2006（2008年5月 Sistema Record）
- LIVE 2007（2008年5月 Sistema Record）
- Uncle Bunny Tongue（2011年3月 Out One Disc）
- LIVE 2009-2010 Backlogs burial（2011年8月 Sistema Record）
- LIVE to GO（2013年12月 Kaibutsu Records）※ライブDVD
- Un Bon Trouble（2016年4月 Out One Disc）
- Ma Ka Lo Lo Tour ～unbeltipo Live 2019～（2022年8月 Sistema Record）

おU
- おU（2003年1月 POSEIDON）

吉田達也・今堀恒雄
- Territory（2006年11月 doubtmusic）
- DOTS（2008年2月 doubtmusic）

NO-MAD
- LIVE AT SHOWBOAT 2012（2013年2月 JEFF‘s MUSIC International）

OTOCONTE
- OTOCONTE Live（2016年2月 TORYUKAI）※ライヴDVD+セレクションCD

Yolcu-Yoldaş (ヨルジュ・ヨルダシュ)
- LIVE（2018年1月 Mavi Keman Records）

### サウンドトラック

#### アニメ音楽
- trigun the first donuts（1998年6月 ビクターエンタテインメント）
- TRiGUN the 2nd DONUT HAPPY PACK（1998年10月 ビクターエンタテインメント）
- 〜はじめの一歩 original SOUNDTRACK〜 first KO（2001年3月 バップ）
- FINAL ROUND hajime no ippo original soundtrack（2001年10月 バップ）
- GUNGRAVE O.S.T.（2002年7月 ビクターエンタテインメント）
- GUNGRAVE O.S.T uno "righthead"（2004年1月 ビクターエンタテインメント）
- GUNGRAVE O.S.T 2 "lefthead"（2004年4月 ビクターエンタテインメント）
- TRIGUN -Badlands Rumble- O.S.T.（2010年4月 flying DOG）
- GUNGRAVE VR（2018年8月 『GUNGRAVE VR COMPLETE EDITION』同梱サウンドトラック収録曲「Bara Armati」）

#### 映画音楽
- オリジナル・サウンドトラック 『ゼラチンシルバーLOVE』（2009年2月 ジェネオンエンタテインメント）
- 映画「脳男」サウンドトラック（2013年2月 バップ）※ガブリエル・ロベルト、subleと共作。未CD化、配信のみ。

#### テレビドラマ
- 逃亡医F（2022年）

## CM音楽
- JR東日本「モバイルSuica」（2008年）
- LIXIL「ガーデンルーム」（2012年）
- 参天製薬「サンテ40シリーズ」（2012年）
- ピザーラ（2014年）
- パナソニック「エコナビ」（2014年 - 2015年）
- マイクロソフト「Surface Pro 3」（2015年）
- 森永製菓「ウイダーinゼリー」（2016年）
- クレディセゾン「セゾンカード・UCカード　永久不滅.ポイント」（2016年）